# Réinik
Réinik (en rus: Рейник) és un poble (un possiólok) de l'óblast de Saràtov, a Rússia, segons el cens del 2019 tenia 885 habitants. Pertany al districte municipal de Saràtov.